# Temporada 1974-75 de Los Angeles Lakers
La temporada 1974-75 fue la vigésimo séptima de los Lakers en la NBA, y la decimoquinta en su ubicación en Los Ángeles, California. La temporada regular acabaron con 30 victorias y 52 derrotas, ocupando el noveno y último puesto de la Conferencia Oeste, no logrando clasificarse para los playoffs, algo que no sucedía desde la temporada 1957-58.

## Elecciones en elDraft
| Ronda | Puesto | Jugador       | Posición  | Nacionalidad   | Universidad       |
| ----- | ------ | ------------- | --------- | -------------- | ----------------- |
| 1     | 12     | Brian Winters | Escolta   | Estados Unidos | South Carolina    |
| 2     | 21     | Billy Knight  | Alero     | Estados Unidos | Pittsburgh        |
| 3     | 48     | Jim Bradley   | Ala-Pívot | Estados Unidos | Northern Illinois |

## Temporada regular
| División Pacífico       | División Pacífico | División Pacífico | División Pacífico | División Pacífico | División Pacífico | División Pacífico | División Pacífico | División Pacífico |
| Equipo                  | G                 | P                 | %                 | PD                | Casa              | Fuera             | Neutral           |                   |
| ----------------------- | ----------------- | ----------------- | ----------------- | ----------------- | ----------------- | ----------------- | ----------------- | ----------------- |
| y-Golden State Warriors | 48                | 34                | .585              | –                 | 31–10             | 17–24             | 19–11             |                   |
| x-Seattle SuperSonics   | 43                | 39                | .524              | 5                 | 24–16             | 19–23             | 18–12             |                   |
| Portland Trail Blazers  | 38                | 44                | .463              | 10                | 29–13             | 9–31              | 16–14             |                   |
| Phoenix Suns            | 32                | 50                | .390              | 16                | 22–19             | 10–31             | 12–18             |                   |
| Los Angeles Lakers      | 30                | 52                | .366              | 18                | 21–20             | 9–32              | 10–20             |                   |

## Estadísticas
| Rk | Jugador           | Edad | P  | PT | MP   | TC  | TCI  | %TC  | TL  | TLI | %TL  | RO  | RD  | RT   | AS  | RB  | TAP | BP | FP  | PTS  |
| -- | ----------------- | ---- | -- | -- | ---- | --- | ---- | ---- | --- | --- | ---- | --- | --- | ---- | --- | --- | --- | -- | --- | ---- |
| 1  | Jim Price         | 25   | 9  |    | 37.7 | 8.3 | 18.6 | .449 | 4.6 | 5.0 | .911 | 1.9 | 2.9 | 4.8  | 7.0 | 2.3 | 0.3 |    | 4.0 | 21.2 |
| 2  | Gail Goodrich     | 31   | 72 |    | 37.1 | 9.1 | 19.8 | .459 | 4.4 | 5.3 | .841 | 1.3 | 1.7 | 3.0  | 5.8 | 1.4 | 0.1 |    | 3.0 | 22.6 |
| 3  | Lucius Allen      | 27   | 56 |    | 35.9 | 7.9 | 18.0 | .440 | 3.7 | 4.8 | .770 | 1.4 | 3.0 | 4.4  | 5.7 | 2.2 | 0.5 |    | 3.5 | 19.5 |
| 4  | Elmore Smith      | 25   | 74 |    | 31.6 | 4.7 | 9.5  | .493 | 1.5 | 3.1 | .485 | 2.8 | 8.1 | 10.9 | 2.0 | 1.1 | 2.9 |    | 3.4 | 10.9 |
| 5  | Happy Hairston    | 32   | 74 |    | 30.9 | 3.7 | 7.2  | .506 | 2.9 | 3.7 | .801 | 4.1 | 8.7 | 12.8 | 2.3 | 0.7 | 0.1 |    | 2.9 | 10.3 |
| 6  | Cazzie Russell    | 30   | 40 |    | 26.4 | 6.6 | 14.5 | .455 | 2.5 | 2.8 | .894 | 0.9 | 2.0 | 2.9  | 2.7 | 0.7 | 0.1 |    | 1.4 | 15.7 |
| 7  | Stu Lantz         | 28   | 56 |    | 25.5 | 3.4 | 8.0  | .424 | 2.6 | 3.1 | .824 | 1.4 | 1.6 | 3.0  | 2.8 | 0.8 | 0.2 |    | 2.4 | 9.3  |
| 8  | Connie Hawkins    | 32   | 43 |    | 23.9 | 3.2 | 7.5  | .429 | 1.6 | 2.3 | .687 | 1.3 | 3.3 | 4.6  | 2.8 | 1.2 | 0.5 |    | 2.7 | 8.0  |
| 9  | Corky Calhoun     | 24   | 57 |    | 22.3 | 2.1 | 5.0  | .420 | 0.8 | 1.1 | .710 | 1.7 | 2.5 | 4.1  | 1.3 | 0.9 | 0.4 |    | 2.8 | 5.0  |
| 10 | Brian Winters     | 22   | 68 |    | 22.3 | 5.3 | 11.9 | .443 | 1.1 | 1.4 | .826 | 0.6 | 1.5 | 2.0  | 2.9 | 1.1 | 0.3 |    | 2.5 | 11.7 |
| 11 | Pat Riley         | 29   | 46 |    | 22.1 | 4.8 | 11.4 | .419 | 1.5 | 2.0 | .742 | 0.5 | 1.3 | 1.8  | 2.6 | 0.8 | 0.1 |    | 2.8 | 11.0 |
| 12 | Bill Bridges      | 35   | 17 |    | 18.1 | 1.2 | 3.4  | .351 | 0.9 | 1.8 | .533 | 2.7 | 2.8 | 5.5  | 1.6 | 0.4 | 0.3 |    | 2.7 | 3.3  |
| 13 | Zelmo Beaty       | 35   | 69 |    | 17.6 | 2.0 | 4.5  | .439 | 1.6 | 2.0 | .800 | 1.3 | 3.4 | 4.7  | 1.1 | 0.7 | 0.4 |    | 1.9 | 5.5  |
| 14 | Kermit Washington | 23   | 55 |    | 17.3 | 1.6 | 3.8  | .420 | 1.3 | 2.2 | .590 | 1.9 | 4.4 | 6.4  | 1.2 | 0.5 | 0.6 |    | 2.8 | 4.5  |
| 15 | Stan Love         | 25   | 30 |    | 14.4 | 2.8 | 6.5  | .438 | 1.6 | 2.2 | .712 | 1.0 | 2.2 | 3.2  | 0.9 | 0.5 | 0.4 |    | 2.3 | 7.2  |

## Galardones y récords
| Jugador       | Galardón                            |
| Brian Winters | Mejor quinteto de rookies de la NBA |
| Gail Goodrich | All-Star                            |